# Liste der Monuments historiques in Villiers-le-Bel
Die Liste der Monuments historiques in Villiers-le-Bel führt die Monuments historiques in der französischen Gemeinde Villiers-le-Bel auf.

## Liste der Bauwerke
| Bezeichnung             | Beschreibung | Standort                        | Kennzeichnung | Schutzstatus | Datum | Bild           |
| ----------------------- | ------------ | ------------------------------- | ------------- | ------------ | ----- | -------------- |
| Kirche St-Didier        |              | (Lage)                          | PA00080235    | Classé       | 1931  | weitere Bilder |
| Haus                    |              | 46, rue de la République (Lage) | PA00080236    | Inscrit      | 1938  | weitere Bilder |
| Gallo-römischer Brunnen |              | 2, rue Jules-Ferry (Lage)       | PA00080237    | Classé       | 1978  | weitere Bilder |

## Liste der Objekte

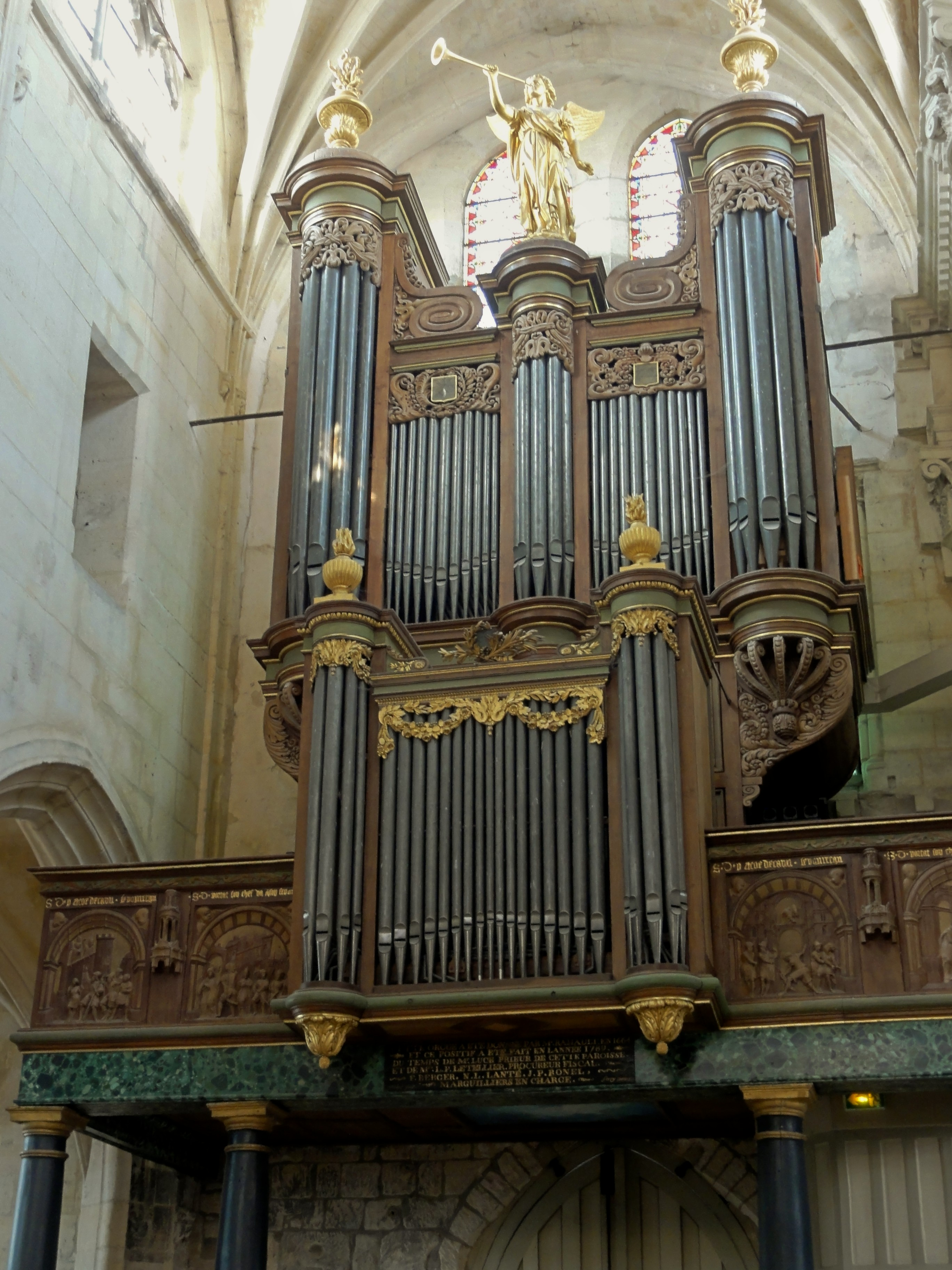
Orgel in der Kirche St-Didier

- Monuments historiques (Objekte) in Villiers-le-Bel in der Base Palissy des französischen Kultusministeriums